# كيث برستون
كيث برستون (بالإنجليزية: Keith Preston)‏ هو صحفي وشاعر أمريكي، ولد في 1884، وتوفي في 1926.